# Wonodadi Wetan
Wonodadi Wetan is een bestuurslaag in het regentschap Pacitan van de provincie Oost-Java, Indonesië. Wonodadi Wetan telt 1448 inwoners (volkstelling 2010).